# Diary (竹井詩織里のアルバム)
『Diary』（ダイアリー）は、竹井詩織里の3枚目のアルバム。CDコードはGZCA-5100。

## 概要
- 移り変わる季節を彩り、全12曲で12か月それぞれが表現されたアルバム。
- 季節をテーマに作られた4つのシングル曲が収録される。

## 収録曲
1. 桜色
  - 作詞：AZUKI七／作曲：桂花／編曲：小林哲
  - 12か月のうち3月にあたる曲
2. いびつな果実
  - 作詞：竹井詩織里／作曲：Hiya & Katsuma／編曲：小林哲
  - 12か月のうち4月にあたる曲
3. 迷子の街
  - 作詞・作曲：竹井詩織里／編曲：小林哲
  - 12か月のうち5月にあたる曲
4. 最後のカーブ
  - 作詞：竹井詩織里／作曲：宝仙明伽音／編曲：NAKEDGRUN
  - 12か月のうち6月にあたる曲
5. milky way
  - 作詞：竹井詩織里／作曲：大野愛果／編曲：小林哲
  - 12か月のうち7月にあたる曲
6. きっともう恋にはならない
  - 作詞：AZUKI七／作曲：大野愛果／編曲：小林哲
  - 12か月のうち8月にあたる曲
7. サイクル
  - 作詞：竹井詩織里／作曲：桂花／編曲：大賀好修
  - 12か月のうち9月にあたる曲
8. Like a little Love
  - 作詞：AZUKI七／作曲：徳永暁人／編曲：小林哲
  - 12か月のうち10月にあたる曲
9. 並木道
  - 作詞：竹井詩織里／作曲：後藤康二／編曲：藤原知之
  - 12か月のうち11月にあたる曲
10. sweet home
  - 作詞：竹井詩織里／作曲：小澤正澄／編曲：NAKEDGRUN
  - TBS系『徳光和夫の感動再会"逢いたい"』エンディングテーマ
  - 12か月のうち12月にあたる曲
11. 同じ夜 違う朝
  - 作詞：竹井詩織里／作曲：桂花／編曲：NAKEDGRUN
  - 12か月のうち1月にあたる曲
12. 夢のつづき
  - 作詞：竹井詩織里／作曲：後藤康二／編曲：小林哲
  - 12か月のうち2月にあたる曲
13. Sleep（outro.）
  - 作詞・作曲：竹井詩織里／編曲：岡本仁志
  - 12か月のうち2月と3月をつないでいる竹井曰く“冬眠”にあたる曲

## 参加ミュージシャン
- 竹井詩織里 - ボーカル、ピアノ
  - 大賀好修（nothin' but love・OOM・Sensation） - ギター
  - 麻井寛史（the★tambourines・Sensation） - ベース
  - 大楠雄蔵（OOM・Sensation） - オルガン、ピアノ
  - 箸尾哲哉（NAKEDGRUN） - ギター、ベース
  - 車谷啓介（三枝夕夏 IN db・Sensation） - ドラム
  - 古賀和憲 - ギター
  - 岡本仁志（GARNET CROW） - ギター